# Grasseiana
Grasseiana är ett släkte av steklar. Grasseiana ingår i familjen fikonsteklar.
Kladogram enligt Catalogue of Life:
| Grasseiana | \| \| Grasseiana boschmai \| \| \| \| \| \| Grasseiana callosa \| \| \| \| \| \| Grasseiana calorai \| \| \| \| |
|            | \| \| Grasseiana boschmai \| \| \| \| \| \| Grasseiana callosa \| \| \| \| \| \| Grasseiana calorai \| \| \| \| |
|            | Grasseiana boschmai                                                                                             |
|            | |
|            | Grasseiana callosa                                                                                              |
|            | |
|            | Grasseiana calorai                                                                                              |
|            | |